# Astragalus kharvanensis
Astragalus kharvanensis es una especie de planta del género Astragalus, de la familia de las leguminosas, orden Fabales.

## Distribución
Astragalus kharvanensis se distribuye por Irán.

## Taxonomía
Fue descrita científicamente por Ranjbar. Fue publicada en Nordic J. Bot. 24(5): 526 (-530; figs. 2-3) (2007).